# Marta Kober
Marta Denise Kober (ur. 23 października 1963) – amerykańska aktorka.

## Życiorys
Uczęszczała do Laguardia High School w Nowym Jorku, gdzie kształciła się na aktorkę. Do szkoły chodziła razem z Wesleyem Snipesem i Vingiem Rhamesem. Swój talent po raz pierwszy na dużym ekranie miała okazję zaprezentować w roku 1981, kiedy otrzymała rolę Sandry Dier w horrorze Piątek, trzynastego II w reżyserii Steve’a Minera. Wkrótce potem przydzielano jej liczne postacie rodem z projektów telewizyjnych. Najbardziej popularne występy ekranowe Marty to: seriale Prawo i porządek, Pełna chata i Happy Days oraz film fabularny Second Sight: A Love Story. Gościnny występ zaliczyła też w slasherze Slumber Party Massacre 3 (1990).
Po roku 1995 Kober nie udzielała się już w showbiznesie. Ostatnie doniesienia mówią o jej domniemanym aresztowaniu.